# ボブ・ファルケンバーグ
ボブ・ファルケンバーグ（Bob Falkenburg, 1926年1月29日 - ）は、アメリカ・ニューヨーク出身の男子テニス選手。1948年のウィンブルドン選手権男子シングルス優勝者で、4大大会の男子ダブルスでも1944年全米選手権と1947年ウィンブルドン選手権で2勝を挙げた。彼は後にブラジル人女性と結婚し、ブラジルへの帰化市民となった後に、男子テニス国別対抗戦・デビスカップにブラジル代表選手として出場した。右利きの選手。

## 来歴
ファルケンバーグは身長190cmほどの長身選手で、そこから繰り出すサービスは当時のアメリカ男子テニス界では最速と呼ばれた。高速サービスとネット・ダッシュが彼の最大の武器だったが、その独特なプレースタイルが当時のテニスファンに“ひょろひょろしたのっぽが、どたばたしたプレーをする”印象を与えたため、彼には“Daddy-Longlegs”（足長おじさん）というニックネームがつけられた。長身でかがみこんで休息をとる習癖からは“Praying Mantis”（祈るカマキリ）という別のニックネームもついたという。
ニューヨークで生まれたファルケンバーグは、少年時代の大半をカリフォルニア州で過ごした。テニス一家に生まれ育った彼は、兄弟のトムとともに「ロサンゼルス・フェアファックス高校」の代表選手としてプレーし、全米高校対抗テニスで優勝した。彼がテニス界にデビューした1942年は、ちょうど第2次世界大戦の戦時中であった。10代後半でアメリカ陸軍の空軍部に勤務しながら、彼は1943年に全米テニスランキングで「7位」に入る。戦時中も全米選手権だけは途切れることなく続行され、ファルケンバーグは1944年の全米選手権男子ダブルスでドン・マクニールとペアを組み、ここで最初の4大大会タイトルを獲得した。
1945年に第2次世界大戦が終結し、全豪選手権や全仏選手権、ウィンブルドン選手権などのテニス競技大会は1946年から開催が再開された。終戦の翌年、ファルケンバーグは全米選手権の男子シングルスで自己最高のベスト4に進んだが、この準決勝ではジャック・クレーマーに 0-6, 4-6, 4-6 で完敗した。1947年のウィンブルドン選手権で、ファルケンバーグとクレーマーは男子ダブルスのペアを組み、決勝でトニー・モットラム（イギリス）＆ビル・シッドウェル（オーストラリア）組を 8-6, 6-3, 6-3 で破って優勝した。ファルケンバーグにとっては、これは1944年全米選手権以来2つ目の4大大会男子ダブルス優勝となった。クレーマーの著書『ゲーム－テニスにおけるわが40年』（The Game: My 40 Years in Tennis）によれば、ファルケンバーグは試合前にクレーマーから「ボビー、この試合に勝つには混合ダブルスの戦い方をするんだ。君が男性、僕が女性のようなプレーをする」と指示されたという。
ファルケンバーグのテニス経歴のハイライトは、1948年ウィンブルドン選手権で訪れた。第7シードのファルケンバーグは、準々決勝でレナート・ベルゲリン（スウェーデン）、準決勝で同じアメリカのガードナー・ムロイを破って勝ち進み、決勝で第2シードのジョン・ブロムウィッチ（オーストラリア）と対戦した。試合は最終第5セットにもつれこみ、ブロムウィッチがゲームカウント 5-3 で迎えた第9ゲームで「40-15」（テニス独特のポイントの数え方）とリードし、2本のマッチ・ポイント（このポイントを取れば勝利が決まる。決勝戦なので、ブロムウィッチの優勝が決まるポイント）を迎えた。この土壇場からファルケンバーグがバックハンドのパッシング・ショットで反撃し、最後の4ゲームを連取して 7-5 の逆転勝利を収めた。こうして、ロバート・ファルケンバーグは1948年のウィンブルドン選手権男子シングルス優勝者に輝いた。しかし、大会前年優勝者として臨んだ翌1949年のウィンブルドンでは、準々決勝でそのブロムウィッチに敗れてしまう。この試合の後、彼はしばらくテニス界から遠ざかった。
ファルケンバーグはこの後ブラジル人の女性と結婚し、アメリカを離れてブラジルに帰化した。ブラジル帰化市民となった後、彼は1954年と1955年の2年間テニス界に復帰し、デビスカップのブラジル代表選手を務めた。ブラジル国籍取得後の成績は、1954年の全仏選手権4回戦（唯一の出場）・ウィンブルドン選手権3回戦（5年ぶりの出場）・1955年全米選手権2回戦がある。すでに全盛期を過ぎていた彼は、デビスカップでイギリスとオーストラリアの代表選手に全敗し、2年間のデ杯通算成績は「3勝7敗」で終わった。1955年全米選手権の2回戦敗退を最後に、29歳で現役を引退し、1974年に国際テニス殿堂入りを果たしている。
ブラジルの有名なファーストフードチェーン「Bob's」（ボブズ）は、ファルケンバーグが創業した店で、彼の名前にちなんでつけられた社名である。

## 4大大会優勝
- ウィンブルドン選手権　男子シングルス：1勝（1948年）／男子ダブルス：1勝（1947年）
- 全米選手権　男子ダブルス：1勝（1944年）　［混合ダブルス準優勝：1945年］